# La Glacerie
La Glacerie és un municipi francès situat al departament de la Manche i a la regió de Normandia. L'any 2007 tenia 5.191 habitants.

## Demografia

### Població
El 2007 la població de fet de La Glacerie era de 5.191 persones. Hi havia 2.095 famílies de les quals 560 eren unipersonals (301 homes vivint sols i 259 dones vivint soles), 693 parelles sense fills, 674 parelles amb fills i 168 famílies monoparentals amb fills.
La població ha evolucionat segons el següent gràfic:
Habitants censats

### Habitatges
El 2007 hi havia 2.259 habitatges, 2.133 eren l'habitatge principal de la família, 19 eren segones residències i 107 estaven desocupats. 1.620 eren cases i 607 eren apartaments. Dels 2.133 habitatges principals, 1.197 estaven ocupats pels seus propietaris, 917 estaven llogats i ocupats pels llogaters i 19 estaven cedits a títol gratuït; 56 tenien una cambra, 182 en tenien dues, 333 en tenien tres, 595 en tenien quatre i 967 en tenien cinc o més. 1.437 habitatges disposaven pel capbaix d'una plaça de pàrquing. A 1.002 habitatges hi havia un automòbil i a 889 n'hi havia dos o més.

### Piràmide de població
La piràmide de població per edats i sexe el 2009 era:
| Homes | Edats   | Dones |
| ----- | ------- | ----- |
| 0     | 95 o +  | 4     |
| 8     | 90 a 94 | 12    |
| 0     | 85 a 89 | 36    |
| 16    | 80 a 84 | 28    |
| 76    | 75 a 79 | 72    |
| 68    | 70 a 74 | 84    |
| 136   | 65 a 69 | 108   |
| 96    | 60 a 64 | 160   |
| 132   | 55 a 59 | 128   |
| 204   | 50 a 54 | 172   |
| 208   | 45 a 49 | 232   |
| 216   | 40 a 44 | 252   |
| 228   | 35 a 39 | 228   |
| 216   | 30 a 34 | 204   |
| 144   | 25 a 29 | 128   |
| 156   | 20 a 24 | 96    |
| 216   | 15 a 19 | 180   |
| 216   | 10 a 14 | 216   |
| 200   | 5 a 9   | 208   |
| 128   | 0 a 4   | 160   |

## Economia
El 2007 la població en edat de treballar era de 3.439 persones, 2.389 eren actives i 1.050 eren inactives. De les 2.389 persones actives 2.111 estaven ocupades (1.152 homes i 959 dones) i 278 estaven aturades (129 homes i 149 dones). De les 1.050 persones inactives 379 estaven jubilades, 296 estaven estudiant i 375 estaven classificades com a «altres inactius».

### Ingressos
El 2009 a La Glacerie hi havia 2.265 unitats fiscals que integraven 5.466,5 persones, la mediana anual d'ingressos fiscals per persona era de 17.256 €.

### Activitats econòmiques
Dels 183 establiments que hi havia el 2007, 2 eren d'empreses extractives, 4 d'empreses alimentàries, 8 d'empreses de fabricació d'altres productes industrials, 9 d'empreses de construcció, 90 d'empreses de comerç i reparació d'automòbils, 4 d'empreses de transport, 19 d'empreses d'hostatgeria i restauració, 1 d'una empresa d'informació i comunicació, 3 d'empreses financeres, 5 d'empreses immobiliàries, 18 d'empreses de serveis, 14 d'entitats de l'administració pública i 6 d'empreses classificades com a «altres activitats de serveis».
Dels 31 establiments de servei als particulars que hi havia el 2009, 1 era una oficina de correu, 1 una oficina bancària, 1 funerària, 4 tallers de reparació d'automòbils i de material agrícola, 1 taller d'inspecció tècnica de vehicles, 1 autoescola, 2 guixaires pintors, 4 fusteries, 4 lampisteries, 1 empresa de construcció, 1 perruqueria, 8 restaurants, 1 tintoreria i 1 saló de bellesa.
Dels 59 establiments comercials que hi havia el 2009, 1 era, 1 un hipermercat, 2 grans superfícies de material de bricolatge, 1 una gran superfície de material de bricolatge, 1 una botiga de més de 120 m², 3 fleques, 2 carnisseries, 2 botigues de congelats, 22 botigues de roba, 3 sabateries, 1 una sabateria, 5 botigues de mobles, 7 botigues de material esportiu, 1 una botiga de material esportiu, 1 un drogueria, 4 joieries i 2 floristeries.
L'any 2000 a La Glacerie hi havia 40 explotacions agrícoles que ocupaven un total de 560 hectàrees.

## Equipaments sanitaris i escolars
El 2009 hi havia 3 psiquiàtrics, 2 farmàcies i 1 ambulància.
El 2009 hi havia 2 escoles maternals i 3 escoles elementals. La Glacerie disposava d'un col·legi d'educació secundària amb 438 alumnes.

## Poblacions més properes
El següent diagrama mostra les poblacions més properes.